# Панг Нга
Панг Нга е една от 76-те провинции на Тайланд. Столицата ѝ е едноименния град Панг Нга. Населението на провинцията е 268 229 души (31 декември 2020) – 71-ва по население), а площта 4170 кв. км (53-та по площ). Намира се в часова зона UTC+7. Разделена е на 8 района, които са разделени на 48 общини и 314 села.